# Простір колізій
Простір колізій (англ. Collision domain) - область мережі, в якій пакети можуть стикатись один з одним при пересиланні через спільний носій, створюючи колізії. Якщо в просторі колізій знаходиться більш ніж один передавач, для вирішення колізій доводиться використовувати метод CSMA/CD чи подібний.